# Showapolynoe microsetosa
Showapolynoe microsetosa är en ringmaskart som först beskrevs av Izuka 1912.  Showapolynoe microsetosa ingår i släktet Showapolynoe och familjen Polynoidae. Inga underarter finns listade i Catalogue of Life.